# Bir Lahmar
Bir Lahmar (em árabe: بئر الأحمر) é uma cidade do sul da Tunísia e a capital da delegação (espécie de distrito ou grande município) homónima, a qual faz parte da província (gouvernorat) de Tataouine. Em 2004, o  município tinha 8 418 habitantes.
Situa-se numa zona desértica, rodeada pelas montanhas do Djebel Dahar a oeste e pela planície litoral de Djeffara a leste, 20 km a sul de Medenine, 22 km a nordeste de Ghomrassen, 33 km a norte de Tataouine, 95 km a oeste de Ben Gardane, 100 km a sudeste de Gabès e 490 km a sul de Tunes (distâncias por estrada).
Como o seu nome indica ("poços vermelhos" em árabe), a povoação cresceu em torno duma nascente de água, um elemento precioso numa região desértica que no passado se encontrava na rota das caravanas saarianas.